# Захисний фактор
Захисні фактори — це умови або атрибути (навички, сильні сторони, ресурси, підтримка або стратегії подолання) в окремих осіб, сім'ях, спільнотах або більшому суспільстві, які допомагають людям ефективніше справлятися зі стресовими подіями та пом'якшувати або усувати ризик у сім'ях і громадах.
У сфері профілактичної медицини та психології здоров'я, захисні фактори стосуються будь-якого фактора, який зменшує ймовірність виникнення негативних наслідків для здоров'я. І навпаки, фактор ризику збільшить шанси на негативний результат для здоров'я. Подібно до того, як за допомогою статистичних кореляцій і регресій можна перевірити, як низка незалежних змінних впливає на залежну змінну, ми можемо дослідити, скільки факторів захисту та ризику сприяють імовірності виникнення захворювання.

## Усиновлення
До факторів захисту відносяться:
- Прийомні батьки мають точне уявлення про медичні та поведінкові проблеми своїх усиновлених дітей перед усиновленням[3]
- Допомога спеціалістів з усиновлення вдома усиновлених дітей[4]

Деякі ризики, до яких схильні усиновлені діти:
- Самокалічення
- Правопорушення
- Проблеми з законом
- Зловживання психоактивними речовинами
- Злодійство